# Георги Германов (комунист)
Вижте пояснителната страница за други личности с името Георги Германов.
Георги Константинов Германов с псевдоним Швабата е деец на Българската комунистическа партия.

## Биография
Георги Германов е роден в 1896 година в драмското българско село Ливадища, тогава в Османската империя в семейството на деец на ВМОРО, убит от гърците през Балканските войни. Емигрира в България и се заселва в Червен бряг, където постепенно започва да участва в синдикални мероприятия. В 1918 година става член на БКП. В 1922 година работи за околийския комитет на БКП в Луковит. Арестуван е и е затворен в Шумен. Успява да избяга от затвора и става нелегален. От 1924 - 1925 година е военен организатор на БКП за Шуменски окръг. В 1925 година под негово ръководство се създават няколко нелегални комунистически чети. Емигрира в СССР в 1925 година. От 1931 година е член на ВКП (б). Участва в края на 1933 г. в Москва, заедно с Димитър Влахов и Георги Караджов в разработката на Резолюцията на Коминтерна по Македонския въпрос. В 1935 - 1936 година работи в град Майкоп. В 1938 година при Голямата чистка е арестуван и убит.
Оставя спомени.